# Jaartallen van Leuven

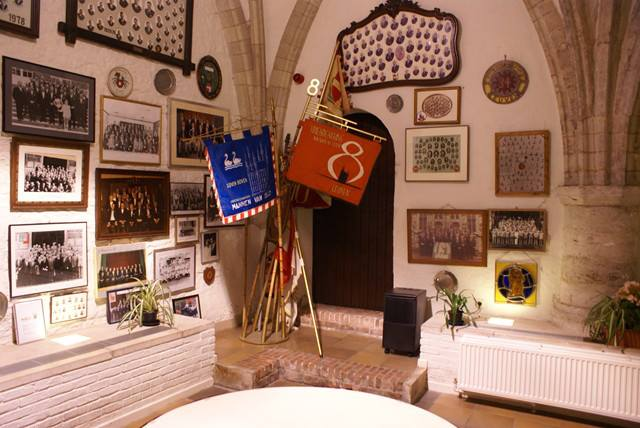
De raadskelders

De Jaartallen van Leuven vormen onderdeel van de plaatselijke traditie. Ze worden ook wel Mannen van het jaar of Vrouwen van het jaar genoemd. Elk jaar in de maand maart wordt een groep van respectievelijk mannen en vrouwen samengesteld die in het daaropvolgende jaar veertig zullen worden. Elk Jaartal organiseert feesten, evenementen en ceremonies tussen hun veertigste en vijftigste verjaardag. Dit doen ze om naar hun vijftigste verjaardag toe te groeien. Bij de Mannen van het jaar worden enkel mannen toegestaan. Toch hebben zij per Jaartal ook een marraine, een peetmoeder die zich over 'haar' mannen ontfermt. Het Koninklijk Verbond der Jaartallen is het overkoepelend orgaan van deze mannengroepen. Ook bij de Vrouwen van het jaar zijn enkel vrouwen welkom, behalve de peter, de pendant van de marraine bij de Vrouwen. 
Het eerste jaar, als de deelnemers nog 39 zijn, worden ze een stichtend jaartal genoemd. Het volgende jaar heten ze een opkomend jaartal. Hierna behoort men tot de actieve jaartallen. De actieve jaartallen spelen een belangrijke rol in het Leuvense verenigingsleven. De actieve periode wordt afgesloten met een groot feest waarbij voor iedereen de vijftigste verjaardag wordt gevierd. Ook hierna blijft de groep bestaan en behoren ze tot de Abrahams der Jaartallen. Elk Jaartal telt ongeveer een twintigtal leden. Elk jaar lanceert het Jaartal dat pas vijftig jaar oud werd een oproep naar nieuwe leden. Zij ontfermen zich dan over de nieuwelingen als hun peters. 
Het bindmiddel tussen de leden, die elkaar meestal aanvankelijk niet kennen, is vriendschap. Mensen met verschillende opleiding, sociaal milieu of beroepscategorie vinden elkaar in een vereniging die louter steunt op het gemeenschappelijke geboortejaar. Elk Jaartal heeft zijn eigen kostuum, eigen schild en eigen vlag om zich te onderscheiden.
Wanneer de traditie precies ontstaan is en waarom is niet helemaal duidelijk. Mogelijk werd de eerste groep Mannen gevormd in 1890 in café De Biekorf. Zij werden De mannen van 1840 genoemd. Zij waren kennelijk wel al vijftig. De traditie van de jaartallen werd op 26 november 2011 toegevoegd aan de Orale en Immateriële werelderfgoedlijst van UNESCO. Het Jaartallenleven werd ook opgenomen op de inventaris Vlaanderen voor Immaterieel Cultureel Erfgoed. Na enkele eerdere pogingen werden in 2018 de Vrouwen van het jaar opgericht, naar het voorbeeld van de Mannen.

## Leuvense rituelen
Het Leuvense Jaartallenleven gaat met heel wat rituelen gepaard. De meest visuele rituelen van de Jaartallen vinden plaats in augustus en september. Op 9 augustus planten de Mannen van Blok 9 steevast vóór 17 uur de Meiboom op de Grote Markt in Leuven. Volgens de legende hadden de Mannen van 1929 de Meiboom van de Brusselaars gestolen.
Begin september vieren de Jaartallen de Mannen die 50 worden tijdens de zogenaamde Abrahamviering in het Sint-Donatuspark. Elk jaar is er ook een speciale kinderdag op Leuven Kermis waarbij de Jaartallen kinderen in een kwetsbare positie trakteren op een dagje kermis.
Elk Jaartal probeert ook een ludieke actie of ‘stunt’ op te zetten. Dat is een vaak ludieke of opvallende actie voor de stad. Zo pakten de Mannen van 1973 bijvoorbeeld uit met een nieuwe Leuvense reuzin: de Fiere Margriet. De Mannen van 1980 gaven dan weer een nieuwe naam aan het pleintje waar de Ballon van de Vriendschap staat vlak bij het station. Ze doopten dit tot: ‘Kameroodeploits’ ofwel het Plein van de Vriendschap.
Maar het belangrijkste ritueel is toch wel de jaarlijkse Jaartallenoptocht, een van de hoogtepunten binnen het Jaartallenleven. In deze stoet lopen de vriendenkringen in vol ornaat door de stad, begeleid door harmonieën en fanfares. De leden van het jubilerende jaar - de mannen die dan vijftig worden - openen de stoet en nemen daarna plaats op de pui van het Leuvense stadhuis. De andere vriendenkringen wuiven bij hun doortocht op de Grote Markt de jubilarissen uit.

## Jaartallen in het Leuvense stadsbeeld
De lange traditie van de Jaartallen heeft er voor gezorgd dat er veel sporen van het Jaartallenleven terug te vinden zijn in de Leuvense binnenstad. Zo staat de zogenaamde ‘vriendschapsboom’ aan de Sint-Michielskerk symbool voor het belang van de vriendschap in het Jaartallenleven. Ook de grote Ballon van de Vriendschap aan de Tiensevest bij het station verzinnebeeldt het kameraadschap binnen de vereniging. De ballon is elf meter hoog en werd gemaakt door de Leuvense kunstenaar Danny Tulkens. Het Sint-Donatuspark telt twee standbeelden die verwijzen naar de Mannen, waaronder ‘Kamerood sesteg’ van kunstenaar Jan Rosseels en het ‘Abrahambeeld’ van de hand van Freddy Janssens. Het ‘Abrahambeeld’ verwijst naar het overgangsritueel wanneer het statuut van het vijftigjarige Jaartal wijzigt van een actief jaartal naar Abrahams.  